# Franz Konwitschny

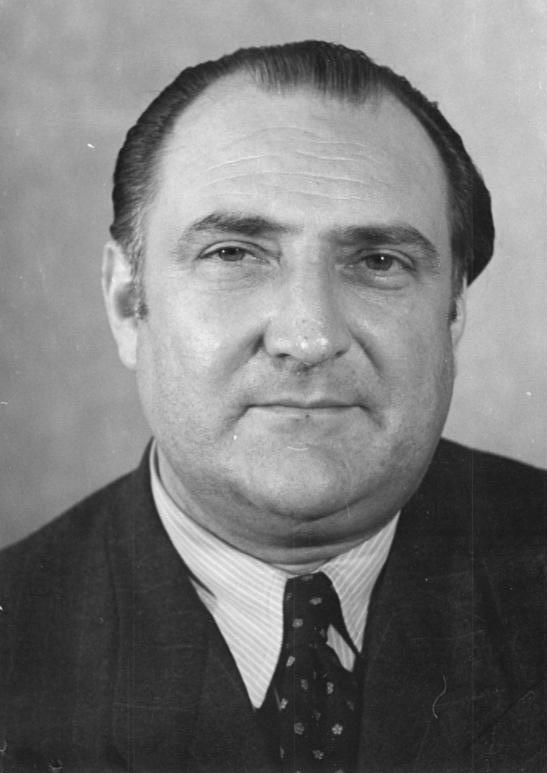
Franz Konwitschny (1951)

Franz Konwitschny (* 14. August 1901 in Fulnek, Mähren, Österreich-Ungarn; † 28. Juli 1962 in Belgrad, Jugoslawien) war ein deutscher Dirigent. Er wirkte als Generalmusikdirektor und musikalischer Leiter der Oper Frankfurt (1938–1945), als Gewandhauskapellmeister in Leipzig (1949–1962), als Chefdirigent der Staatskapelle Dresden sowie Generalmusikdirektor der Dresdner Staatsoper (1953–55) und als musikalischer Leiter der Deutschen Staatsoper in Ost-Berlin (1955–1962). Konwitschny ist besonders für seine Interpretationen von Opern Richard Wagners bekannt.

## Frühes Leben
Konwitschny entstammte einer deutschmährischen Musikerfamilie, sein Vater war Musikdirektor und Chordirigent. Seine Heimat, das mehrheitlich deutschsprachige Kuhländchen im Norden Mährens, gehörte nach dem Ersten Weltkrieg und dem Vertrag von Saint-Germain 1919 zur Tschechoslowakei. Von 1920 bis 1923 nahm er zunächst Geigenunterricht an der Akademie des Musikvereins in Brünn. Konwitschny trat am 1. Juli 1923 in Fulnek der Deutschen Nationalsozialistischen Arbeiterpartei (DNSAP) in der Tschechoslowakei bei (Mitgliedsnummer 2.756).
Von April 1923 bis 1925 war er Schüler von Hans Bassermann (1888–1978) am Konservatorium der Musik in Leipzig. Dort gehörte auch der Musikpädagoge Fritz Reuter zu seinen Lehrern. Während dieser Zeit war er aushilfsweise als Geiger und Bratscher im Gewandhausorchester beschäftigt. Als Bratscher wurde Konwitschny 1925 Mitglied des 1894 gegründeten Fitzner-Quartetts in Wien; gleichzeitig wirkte er am Volkskonservatorium Wien als Lehrer für Musiktheorie und Violine. 1927 ging er nach Stuttgart, zunächst als Korrepetitor, ab 1930 als Erster Kapellmeister am Württembergischen Staatstheater.

## Karriere im NS-Staat
Mit Beginn der Spielzeit 1933/34 wurde Konwitschny musikalischer Oberleiter des Philharmonischen Orchesters Freiburg (im Breisgau), wo er 1934 zum Generalmusikdirektor ernannt wurde. Seine damalige politische Überzeugung kam auch in einer Freiburger Fidelio-Aufführung von 1934 zum Ausdruck, wo er anlässlich Hitlers Geburtstag SA-Männer und SA-Fahnen auf die Bühne bringen wollte, was aber von der Intendanz abgelehnt wurde. Andererseits dirigierte er im November desselben Jahres in einem Abonnementskonzert die Sinfonie Mathis der Maler des verfemten Komponisten Paul Hindemith. Zum 1. August 1937 trat Konwitschny in die NSDAP ein (Mitgliedsnummer 5.508.995). Am 16. Oktober 1937 dirigierte Konwitschny bei der Schlusskundgebung der unter dem Motto „Rasse und Kultur“ stehenden 2. Badischen Gaukulturwoche vor der Rede Alfred Rosenbergs den Germanenzug von Bruckner.
1938 übernahm er die Position des Generalmusikdirektors der Stadt Frankfurt am Main und musikalischen Leiters des dortigen Opernhauses. In dieser Position war er auch für die Frankfurter Museumskonzerte verantwortlich. Im Dezember 1942 war Konwitschny Gastdirigent in der Ghetto-Stadt Łódź („Litzmannstadt“) im besetzten Polen, wobei nach der Litzmannstädter Zeitung vom 17. Dezember 1942 der „von stärkster Vitalität getragene Musizierstil“ faszinierte. Er wirkte auch an der Staatsoper in Hamburg und war in den Kriegsjahren 1943/1944 Chefdirigent des Orchesters in Ludwigshafen, Vorläufer der heutigen Staatsphilharmonie Rheinland-Pfalz. Das Frankfurter Opernhaus, Konwitschnys Hauptwirkungsstätte in dieser Zeit, wurde bei den Luftangriffen auf die Stadt 1944 zerstört.

## Karriere im Nachkriegsdeutschland

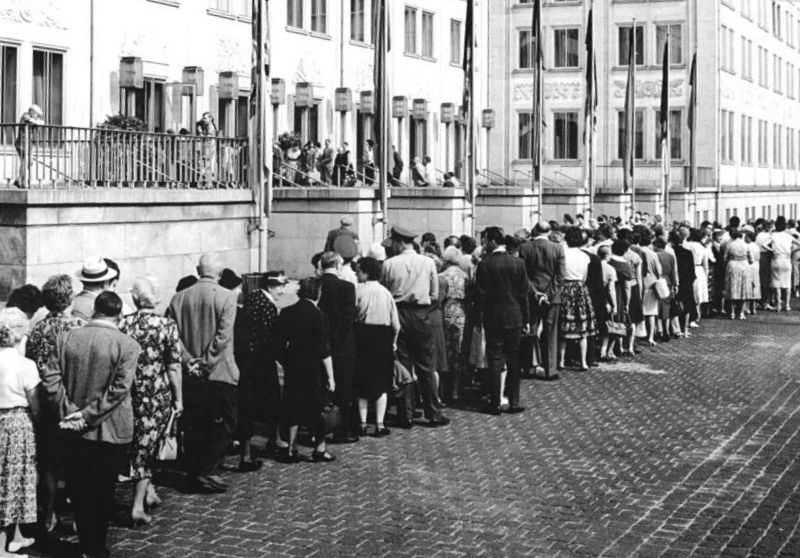
Schlangen vor der Neuen Oper. Die Einwohner Leipzigs nahmen am 2. August 1962 Abschied von Franz Konwitschny.

Konwitschny wurde 1946 von der Stadt Hannover als musikalischer Oberleiter von Oper und Konzert berufen (bis 1949). Zudem wirkte er weiterhin als ständiger Gastdirigent der Staatsoper Hamburg. Als Nachfolger Hermann Abendroths wirkte er von 1949 bis 1962 als Gewandhauskapellmeister in Leipzig. Zusätzlich besetzte er von 1953 bis 1955 das Amt des Chefdirigenten der Staatskapelle Dresden und Generalmusikdirektors der Dresdner Staatsoper sowie von 1955 bis 1962 das Amt des Generalmusikdirektors der Deutschen Staatsoper in Ost-Berlin. 1951 wurde ihm der Professoren-Titel verliehen. 1957 erhielt er den Arthur-Nikisch-Preis. 1951, 1956 und 1960 wurde er mit dem Nationalpreis der DDR ausgezeichnet. Am 14. August 1961 wurde er Ehrenmitglied des Gewandhausorchesters. 1959 erhielt er von der Universität Leipzig den Ehrendoktortitel.
Im Royal Opera House Covent Garden dirigierte er 1959 eine vielbeachtete Aufführung von Richard Wagners Der Ring des Nibelungen. Um mit dem London Philharmonic Orchestra zu arbeiten, kehrte er 1961 dorthin zurück. Im gleichen Jahr unternahm er mit dem Gewandhausorchester eine Japan-Tournee. Konwitschny dirigierte zahlreiche Schallplattenaufnahmen, unter anderem mit dem Orchester der Bayerischen Staatsoper und der Tschechischen Philharmonie. Für EMI spielte er Wagners Der fliegende Holländer und Tannhäuser kommerziell ein. Eine von ihm geleitete Aufführung von Tristan und Isolde mit dem Gewandhausorchester war eine der ersten Gesamtaufnahmen einer Wagner-Oper auf Langspielplatte.

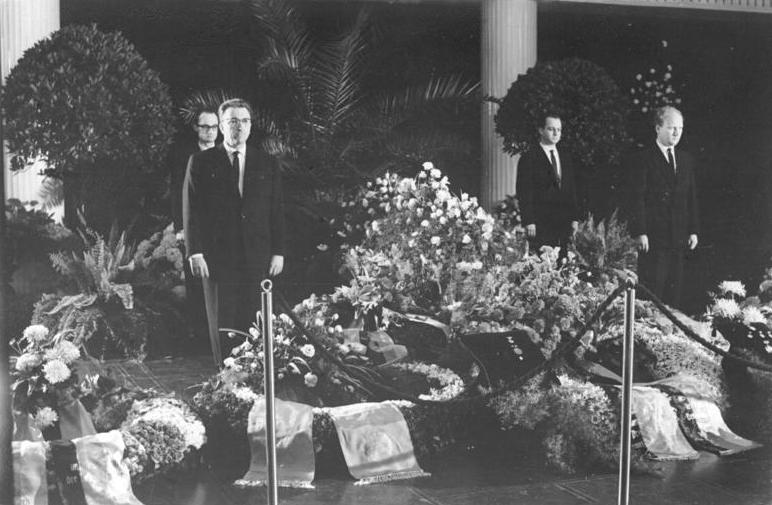
Ehrenwache des Gewandhausquartetts am Sarg von Franz Konwitschny

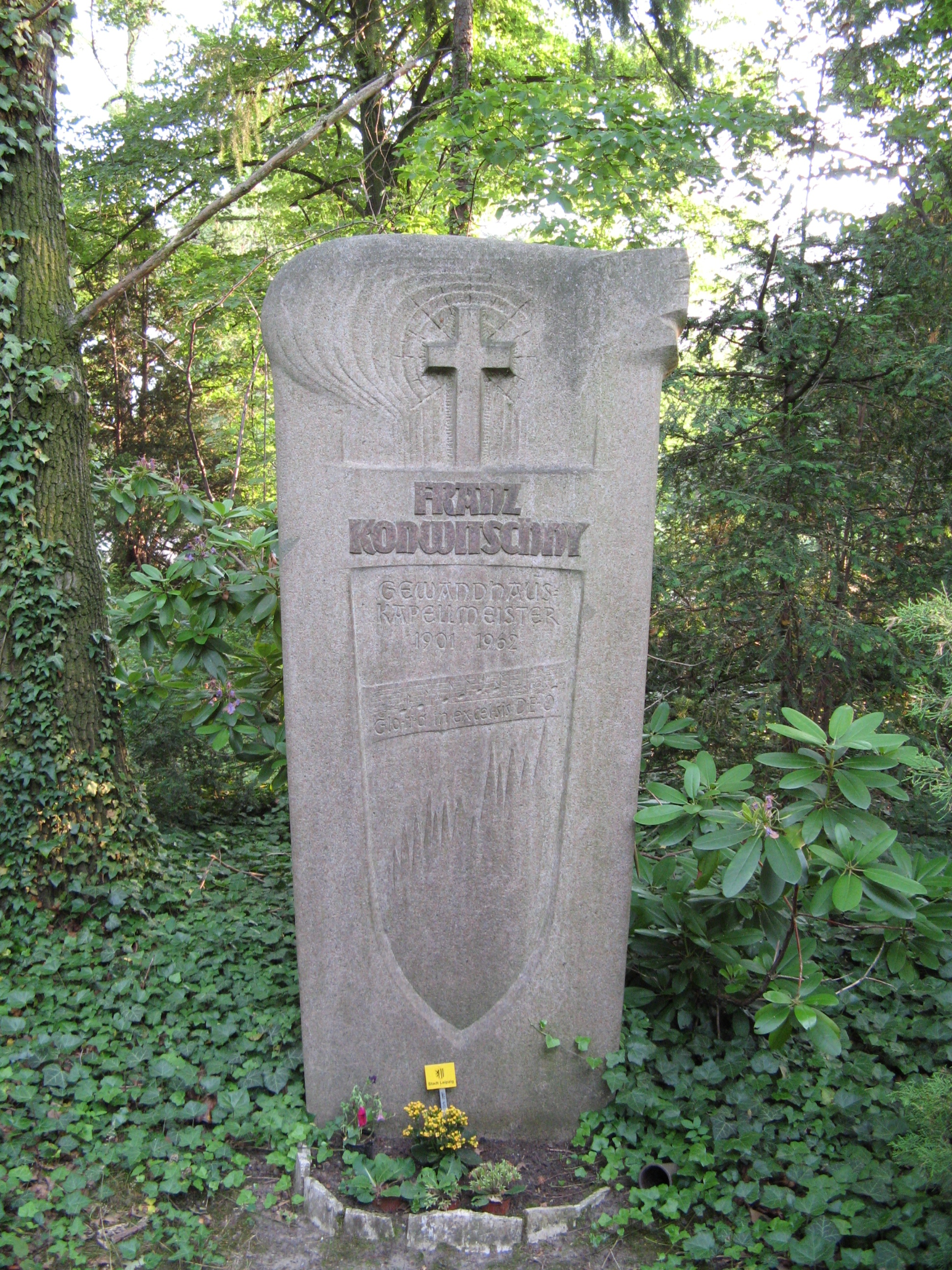
Grabstätte von Franz Konwitschny auf dem Leipziger Südfriedhof

Auf einer Konzertreise nach Belgrad am 28. Juli 1962 verstarb Franz Konwitschny dirigierend im Fernsehstudio während der Proben zu Beethovens Missa Solemnis. Er erhielt ein Staatsbegräbnis mit katholischer Totenmesse und wurde in einem Ehrengrab auf dem Leipziger Südfriedhof beigesetzt. Sein Orchester spielte ein Gedenkkonzert an ihn ohne Dirigenten mit Beethovens Sinfonie Nr. 3 „Eroica“.
Besonders bekannt wurde Konwitschny als Dirigent der Opern von Richard Wagner und von Konzerten mit Werken von Ludwig van Beethoven, Richard Strauss, Max Reger und Anton Bruckner.
Sein Sohn aus zweiter Ehe, Peter Konwitschny (* 1945), ist Opernregisseur.
Wegen seines exzessiven Alkoholkonsums wurde Konwitschny mit dem Beinamen „Kon-Whisky“ bedacht.

## Dirigierstil
Konwitschnys Dirigat ist gekennzeichnet von großer Vitalität. Er mochte keine Proben und konnte sich auf sein außerordentliches musikalisches Gedächtnis sicher verlassen. Er war bestrebt in den Orchestermusikern die musikantische Leidenschaft zu entfesseln und dennoch behielt er dabei immer die Kontrolle.

„Das phänomenale Gedächtnis, das ihn befähigte die Meisterwerke von rund 200 Jahren Musikgeschichte auswendig zu dirigieren, ist auch jedem von uns, die ihm an nächsten saßen, immer Gegenstand höchster Bewunderung gewesen. (...) Franz Konwitschny besaß die besondere Gabe, aus profunder Sachkenntnis und zugleich mit einer geradezu improvisatorisch wirkenden Freizügigkeit die verschiedensten Werkstile überzeugend nahezubringen.“

„Wuchtig, energisch stand er vor den Musikern, und es geschah immer wieder das Wunder des gemeinsamen, scheinbar spontanen Musizierens, in dem Klang und Melos auch bei schwierigsten Passagen anscheinend mühelos aufblühten. Man rühmte an ihm, daß sich unter seinen Händen die Orchester-Seele klingend entfalte.“

## Darstellung Konwitschnys in der bildenden Kunst
- Harri Blume: Nationalpreisträger Franz Konwitschny (um 1962, Öl, 125 × 100 cm)[16]
- Bruno Eyermann: Franz Konwitschny (Plakette, 1958, Bronze, )[17]